# Хёльтье, Роберт
Роберт Хёльтье (нем. Robert Höltje; 6 октября 1901 — 1945) — немецкий химик, профессор и ректор Фрайбергской горной академии; член НСДАП.

## Биография
Роберт Хёльтье родился 6 октября 1901 года; в 1920—1925 годах он изучал химию в Ганноверском техническом университете. В 1927 году, также в Ганновере, он написал и защитил диссертацию — стал кандидатом технических наук (Dr.-Ing.). С 1926 по 1933 год он работал ассистентом в химической лаборатории при Горной академии во Фрейберге. В 1930 году он защитил докторскую диссертацию и — с 1933 по 1934 год — состоял экстраординарным профессором в Гданьске.
11 ноября 1933 года Роберт Хёльтье был среди более 900 ученых и преподавателей немецких университетов и вузов, подписавших «Заявление профессоров о поддержке Адольфа Гитлера и национал-социалистического государства». После этого, с 1934 по 1945 год, он занимал позицию полного профессора неорганической химии и директора института в Горной академии Фрейберга; с 1937 по 1939 он также являлся ректором данного учебного заведения. Хёльтье состоял членом НСДАП и реализовывал национал-социалистическую политику в подведомственном учреждении. Покончил жизнь самоубийством в конце Второй мировой войны, в 1945 году.

## Работы
- Beiträge zur mikrochemischen Maßanalyse, 1927 (= Dissertation).
- Über die Einwirkung von Phosphorwasserstoff auf Halogenide, 1930 (= Habilitationsschrift).
- Clemens Winkler und das periodische System der Elemente, 1940.